# Церква святого апостола Андрія Первозванного (Біла)
Церква святого апостола Андрія Первозванного в Білій — чинна  церква в селі Біла Чортківського району Тернопільської области. Парафія належить до Чортківське благочиння Тернопільської єпархії ПЦУ.

## Історія
У жовтні 2002 року священник Богдан Верхомій заснував православну громаду Київського Патріархату в урочищах Кадуб і Золотарка, що були віддалені від села.
У грудні 2003 року там встановили та освятили дерев'яний хрест, який виготовив Йосиф Станковський. Завдяки пожертвам громади та священника Богдана Верхомія покинуте приміщення було переобладнано на церкву святого апостола Андрія Первозваного. Серед перших жертводавців були Петро Бровко, Ярослав Журба, Сергій Гогоп, Володимир Мельник, Євген Гевко, Павло Батрин, Петро Поліщук та інші.
Першу літургію в новій церкві 26 жовтня 2009 року провів священник Богдан Верхомій разом із новопризначеним священником Іваном Сиротичем.
15 грудня 2018 року парафія перейшла до ПЦУ.

## Парохи
- о. Богдан Верхомій
- о. Іван Сиротич